# Live in Santiago de Chile
Albums de Roger Hodgson
Rites of Passage
(1997) Open the Door
(2000)
Live In Santiago de Chile est un disque pirate de Roger Hodgson, ancien membre du groupe rock progressif britannique Supertramp, qui reprend un concert donné le 1er décembre 1998.

## Liste des titres

### Disc 1
1. "The Meaning" (Rick Davies, Roger Hodgson) — 4 min 43 s
2. "Take The Long Way Home" (Rick Davies, Roger Hodgson) — 5 min 51 s
3. "In Jeopardy" (Roger Hodgson) — 4 min 17 s
4. "Lovers In The Wind" (Roger Hodgson) — 4 min 13 s
5. "Breakfast In America" (Rick Davies, Roger Hodgson) — 3 min 10 s
6. "Lady" (Rick Davies, Roger Hodgson) — 7 min 13 s
7. "Easy Does It" (Rick Davies, Roger Hodgson) — 2 min 14 s
8. "Sister Moonshine" (Rick Davies, Roger Hodgson) — 5 min 14 s
9. "Hide In Your Shell" (Rick Davies, Roger Hodgson) — 7 min 58 s
10. "Death And A Zoo" (Roger Hodgson) — 8 min 01 s

### Disc 2
1. "Say Goodbye" (Roger Hodgson) — 4 min 08 s
2. "Don't Leave Me Now" (Rick Davies, Roger Hodgson) — 6 min 35 s
3. "School" (Rick Davies, Roger Hodgson) — 4 min 17 s
4. "Dreamer" (Rick Davies, Roger Hodgson) — 3 min 47 s
5. "It's Raining Again" (Rick Davies, Roger Hodgson) — 6 min 13 s
6. "The Logical Song" (Rick Davies, Roger Hodgson) — 6 min 01 s
7. "Two Of Us" (Rick Davies, Roger Hodgson) — 2 min 47 s
8. "Give A Little Bit" (Rick Davies, Roger Hodgson) — 4 min 08 s
9. "Fool's Overture" (Rick Davies, Roger Hodgson) — 7 min 28 s

## Musiciens
- Roger Hodgson: Chant, Piano, Guitare 12 cordes
- Rich Stanmyre: Basse
- Jeff Phillips: Batterie